# Клупци Зачретски
Клупци Зачретски су насељено место у општини Свети Криж Зачретје, Крапинско-загорска жупанија, Хрватска.

## Историја
До територијалне реорганизације у Хрватској били су у саставу старе општине Забок. Насеље је настало новом територијалном организацијом у Хрватској. Некадашње насеље Клупци подељено је 2001. између општина Крапинске Топлице и Свети Криж Зачретје.

## Становништво
У попису становништва из 2011. године, Клупци Зачретски су имали 107 становника.
| Број становника према пописима | Број становника према пописима | Број становника према пописима | Број становника према пописима | Број становника према пописима | Број становника према пописима | Број становника према пописима | Број становника према пописима | Број становника према пописима | Број становника према пописима | Број становника према пописима | Број становника према пописима | Број становника према пописима | Број становника према пописима | Број становника према пописима | Број становника према пописима |
| ------------------------------ | ------------------------------ | ------------------------------ | ------------------------------ | ------------------------------ | ------------------------------ | ------------------------------ | ------------------------------ | ------------------------------ | ------------------------------ | ------------------------------ | ------------------------------ | ------------------------------ | ------------------------------ | ------------------------------ | ------------------------------ |
| 1857                           | 1869                           | 1880                           | 1890                           | 1900                           | 1910                           | 1921                           | 1931                           | 1948                           | 1953                           | 1961                           | 1971                           | 1981                           | 1991                           | 2001                           | 2011                           |
| 0                              | 0                              | 0                              | 0                              | 0                              | 0                              | 0                              | 0                              | 0                              | 0                              | 0                              | 0                              | 0                              | 0                              | 130                            | 107                            |

Напомена: Године 2001. настао је поделом насеља Клупци између општина Крапинске Топлице и Свети Криж Зачретје. Исте године мења име у Клупци Зачретски. Од 1857. до 1991. подаци су садржани у насељу Клупци (Крапинске Топлице).